# أمريتا سينغ
أمريتا سينغ (بالهندية: अमृता सिंह) (9 فبراير 1958 -)، ممثلة هندية.

## طفولتها
تنتسب أمريتا من جهة الأب إلى جدها السيد/ سوبها سينغ والذي عرف كمقاول مدني كون ثروة معتبرة من عمله خلال بناء مدينة نيودلهي في مطلع القرن العشرين، بالإضافة إلى حصوله على لقب الفروسية تقديرا لجهوده. ابنه الأصغر - عم أمريتا - هو الأديب الشهير خوشوانت سينغ. أما والدتها فهي «روكسانا سلطانة» والتي اكتسبت شهرتها من كونها صديقة سونجاي غاندي وشخصية ذات نفوذ خلال فترة الطوارئ في حقبة السبعينات.

## حياتها المهنية
كانت أمريتا في البداية راقصة ثم تحولت إلى السينما.
وكان لوالدة أمريتا دور بارز في انطلاق مهنة ابنتها في السينما الهندية، فقد ضغطت على (B.R. Chopra) والذي كان يبحث عن وجه جديد لفيلمه (Nikah)، وقد سبق أن رفض (Zeenat Aman) التي لعبت دور البطولة في الفيلم ذائع الصيت (Insaf ka Tarazu) فقد بحث في شتى أنحاء العالم ثم استقر رأيه أخيرا على (Rajiv Singh). (Rukshana Sultan) كانت منزعجة وكتبت رسائل تهديد إلى (Salma Agha) وأملت من ذلك أن تخيف تلك الفتاة البريطانية الشهيرة وأن تعود أدراجها إلى لندن. وقد ثار الجدل حول خطابات مجهولة، وبتعقب أثر الخطابات وجد أخيرا أنها تعود إلى أمريتا سينج، ومع ذلك وبعد ذلك بكثير عرض فيلم (Betaab) على الجمهور. (Salma Agha) قامت بتمثيل فيلم (Nikah)، و(Zeenat Aman) قامت بعمل آخر ذائع الصيت، و (Qurbani) و (Amrita) حظيا بنجاحهما في فيلم (Betaab)، ولكن مع هذا النجاح فقد فقدت الكثير من بريقها.
وظهرت أمريتا لأول مرة في بولييود (Bollywood) عام 1983 في فيلم (Betaab) - والذي حقق نجاحا كبيرا - مع أول ظهور للوجه الجديد (Sunny Deol)، وسرعان ما تلى هذا النجاح سلسلة متوالية من النجاحات، مثل (Sunny) في عام 1984، و (Mard) وكان الأكثر نجاحا في هذا العام، و (Saaheb) في عام 1985، و (Chameli Ki Shaadi) و (Naam) في عام 1986، و (Khudgarz) في العام 1987، ...إلخ. قامت أمريتا بأدوار ثنائية ناجحة في العديد من الأفلام ليس فقط مع (Sunny Deol) أو (Sanjay)، ولكن مع بطلي التمثيل في عقد الثمانينات، وهما: (Anil Kapoor) و (Amitabh Bachchan). وكما قامت بأدوار البطولة فقد قامت بأدوار شر كمساعدة في أفلام مثل: (Raju Ban Gaya Gentleman) عام 1992، و (Aaina) عام 1993. كما أنها فازت بجائزة أحسن ممثلة مساعدة، لدورها في هذا الفيلم الأخير من مجلة (filmfare). ولكن هذه النجاحات لم تثن عزمها عن الاعتزال والتفرغ لحياتها الأسرية، فاعتزلت بعد عام 1993. ثم زاولت التمثيل مرة أخرى عام 2002 من خلال فيلم (23rd March 1931: Shaheed)، حيث لعبت فيه دور أم (Bhagat Singh)، وقام بهذا الدور (Bobby Deol). ثم ظهرت على شبكة (STAR Plus) عام 2005، في المسلسل التليفزيوني (Kavyanjali). وفي وقت لاحق من هذا العام أشيد بها لأدائها دورا شريرا آخر في فيلم (Kalyug).
لعبت أمريتا في عام 2007 دور أم قاطعي الطريق (Maya Dolas) و (Ratnaprabha Dolas) في فيلم (Shootout at Lokhandwala) للمنتج (Sanjay Gupta) من إخراج (Apoorva Lakhia). وقد لعب (Vivek Oberoi) دور (Maya). وكان آخر أعمالها التي تنشر هو فيلم مختارات أدبية (Dus Kahaniyaan) حيث ظهرت في القصة القصيرة (Poornmasi).

## حياتها الشخصية
في عام 1991 اعتزلت التمثيل للتفرغ للحياة الأسرية مع الممثل سيف علي خان والذي يصغرها بحوالي 12 إلى 13 سنة حيثُ كان عمره عندما 21 سنة فقط بينما كان عمرها 33 سنة، وقد رزقا طفلين؛ ابنة هي سارة عام 1993، وابناً هو إبراهيم عام 2001.
وقد انفصلا في سنة 2004، وتعيش أمريتا الآن مع طفليها الصغيرين. وقد اعترف سيف علي خان بأنه افتقدها من غير ريب؛ فقد كانت زوجة وفية له طيلة 13 عاما.
وقد أشيع أنها على علاقة غرامية مع الممثل (Sunny Deol). أيضا، فقد كانت ابنة العم الأولى للممثل (Ayub Khan)، بما أنها هي وأمهاته أخوات.

## قائمة أفلامها
- (2States) عام 2014.
- (Dus Kahaniyaan) عام 2007.
- (Shootout at Lokhandwala) عام 2007.
- (Kalyug) عام 2005.
- (23rd March 1931: Shaheed) عام 2002.
- (Rang) عام 1993.
- (Aaina) عام 1993.
- (Dil Aashna Hai) عام 1992.
- (Kal Ki Awaz) عام 1992.
- (Suryavanshi) عام 1992.
- (Raju Ban Gaya Gentleman) عام 1992.
- (Pyaar Ka Saaya) عام1991.
- (Rupaye Dus Karod) عام 1991.
- (Akayla) عام 1991.
- (Dharam Sankat) عام 1991.
- (Paap Ki Aandhi) عام 1991.
- (Sadhu Sant) عام1991.
- (C.I.D.) عام 1990.
- (Krodh) عام 1990.
- (Aag Ka Dariya) عم 1990.
- (Maut Ke Farishtey) عام 1990.
- (Veeru Dada) عام 1990.
- (Jaadugar) عام 1989.
- (Toofan) عام 1989.
- (Batwara) عام 1989.
- (Ilaaka) عام1989.
- (Galiyon Ka Badshah) عام 1989.
- (Hathyar) عام 1989.
- (Sachai Ki Taqat) عام 1989.
- (Agnee) عام 1988.
- (Waris) عام 1988.
- (Shukriyaa) عام 1988.
- (Tamacha) عام 1988.
- (Kabzaa) عام 1988.
- (Thikana) عام 1987.
- (Khudgarz) عام 1987.
- (Naam O Nishan) عام 1987.
- (Naam) عام 1986.
- (Karamdaata) عام 1986.
- (Kala Dhanda Goray Log) عام 1986.
- (Chameli Ki Shaadi) عام 1986.
- (Mera Dharam) عام 1986.
- (Mard) عام 1985.
- (Saaheb) عام 1985.
- (Duniya) عام 1984.
- (Sunny) عام 1984.
- (Betaab) عام 1983.

## التلفزيون
- مسلسل (Kavyanjali) وقامت فيه بدور (Nitya Nanda).

## جوائزها و ترشيحاتها
أفضل ممثلة مساعدة جوائز فلم فير 1994 

رشحت أفضل وغد 2007

أفضل ممثلة مساعدة من جوائز اختصار الهندية 2005

تلقب ملكة جمال بوليود

## انجازات افلامها
طالما كانت افلام امريتا سينغ من الانجح في العام

حيث كان أول فلم لها حصل على اعلى ايرادات في الهند لتلك السنة و حقق الفلم العديد من الجوائز و الترشيحات و الانجازات المتميزية

كما حقق فلم مار نجار كبير جدا حتى ان صداه وصل إلى الشرق الأوسط بقوة

## وصلات خارجية
- أمريتا سينغ على موقع IMDb (الإنجليزية)
- أمريتا سينغ على موقع الموسوعة البريطانية (الإنجليزية)
- أمريتا سينغ على موقع ألو سيني (الفرنسية)
- أمريتا سينغ على موقع أول موفي (الإنجليزية)
- أمريتا سينغ على موقع قاعدة بيانات الفيلم (الإنجليزية)
- أمريتا سينغ على موقع كينوبويسك (الروسية)